# Perlflussdelta
Die Metropolregion Perlflussdelta (chinesisch 珠江三角洲, Pinyin zhūjiāngsānjiǎozhōu, englisch Pearl River Delta, kurz PRD) liegt an der Mündung des Perlflusses in der Bucht Zhujiang Kou (珠江口) am Südchinesischen Meer und umfasst Teile der chinesischen Provinz Guangdong sowie die Sonderverwaltungszonen Hongkong und Macau.
In nur wenigen Jahrzehnten entwickelte sich das Perlflussdelta von einem eher ländlichen Gebiet zur wirtschaftlich stärksten Region Chinas und beinhaltet mit Guangzhou den aktuell größten Ballungsraum der Erde. Weitere bedeutende Städte im Perlflussdelta sind, nach Einwohnerzahl absteigend sortiert, Shenzhen, Dongguan, Foshan, Hongkong, Huizhou, Zhaoqing, Jiangmen, Zhongshan, Zhuhai und Macau. Diese wirtschaftlich bedeutende Metropolregion am Perlflussdelta mit den vorher genannten elf Städten inklusive Guangzhou wird offiziell auch als Guangdong–Hong Kong–Macao Greater Bay Area (粵港澳大灣區 / 粤港澳大湾区), kurz Greater Bay Area (GBA, 大灣區 / 大湾区) bezeichnet.

## Geschichte der Region
Ein wichtiges Kapitel in der Geschichte des Deltas war die Kolonialisierung durch europäische Seemächte. Während Portugal die Stadt Macau bereits 1557 eingenommen hatte, wurde Hongkong im Jahr 1842 britische Kolonie. Dadurch vergrößerte sich der Einfluss westlicher Länder auch in benachbarten Küstenstädten wie Guangzhou, damals bekannt als Kanton. Anfangs waren die Siedlungen der Europäer von den chinesischen Städten abgegrenzt, ein gutes Beispiel dafür ist die Insel Shamian in Guangzhou. Orte wie dieser waren später oft Kristallisationspunkte für die Bildung der modernen chinesischen Städte, bilden also eine Grundlage für deren heutigen Aufbau.

## Industrialisierung und Urbanisierung

### Infrastruktur und Verkehrserschließung
Guangdong galt lange Zeit als eine eher rückständige und ländlich geprägte Provinz, gerade in den letzten Jahren hat sich die Infrastruktur hier aber signifikant verbessert. Zahlreiche Projekte sollen Flug- und Seehäfen, das Straßennetz und besonders den Schienenverkehr modernisieren und dadurch insbesondere die abgelegenen Gebiete der Provinz erschließen. Da aber seit 2013 die Lokalregierungen für den Ausbau der Schienenstrecken zuständig sind, stehen diese teilweise vor großen Finanzierungsproblemen. Der Ausbau der Infrastruktur ist jedoch von erheblicher Bedeutung, um gegenüber anderen Standorten in der Region wettbewerbsfähig zu bleiben. Deshalb werden trotz steigender Kritik an den hohen Ausgaben auch weiterhin neue Bauvorhaben umgesetzt.

Mündungsgebiet Perlflussdelta – Straßen und Schiene
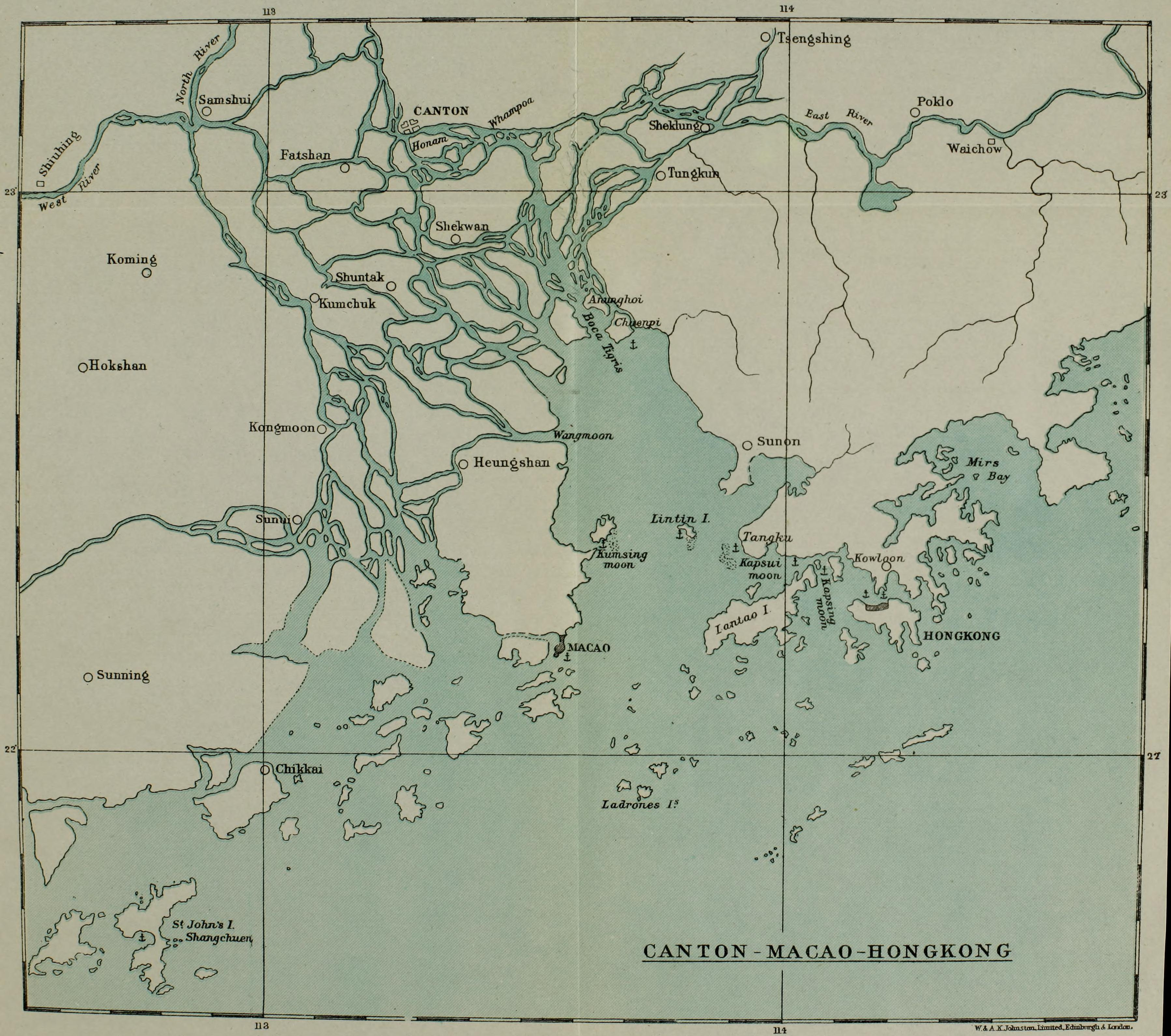
Historische Karte, 1910
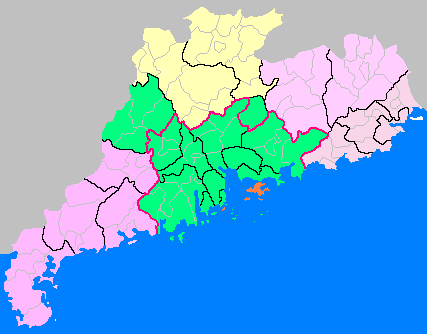
Greater Bay Area A – grüne Zone, 2009
HZM-Brückenverlauf B – Zhujiang Kou, 2018
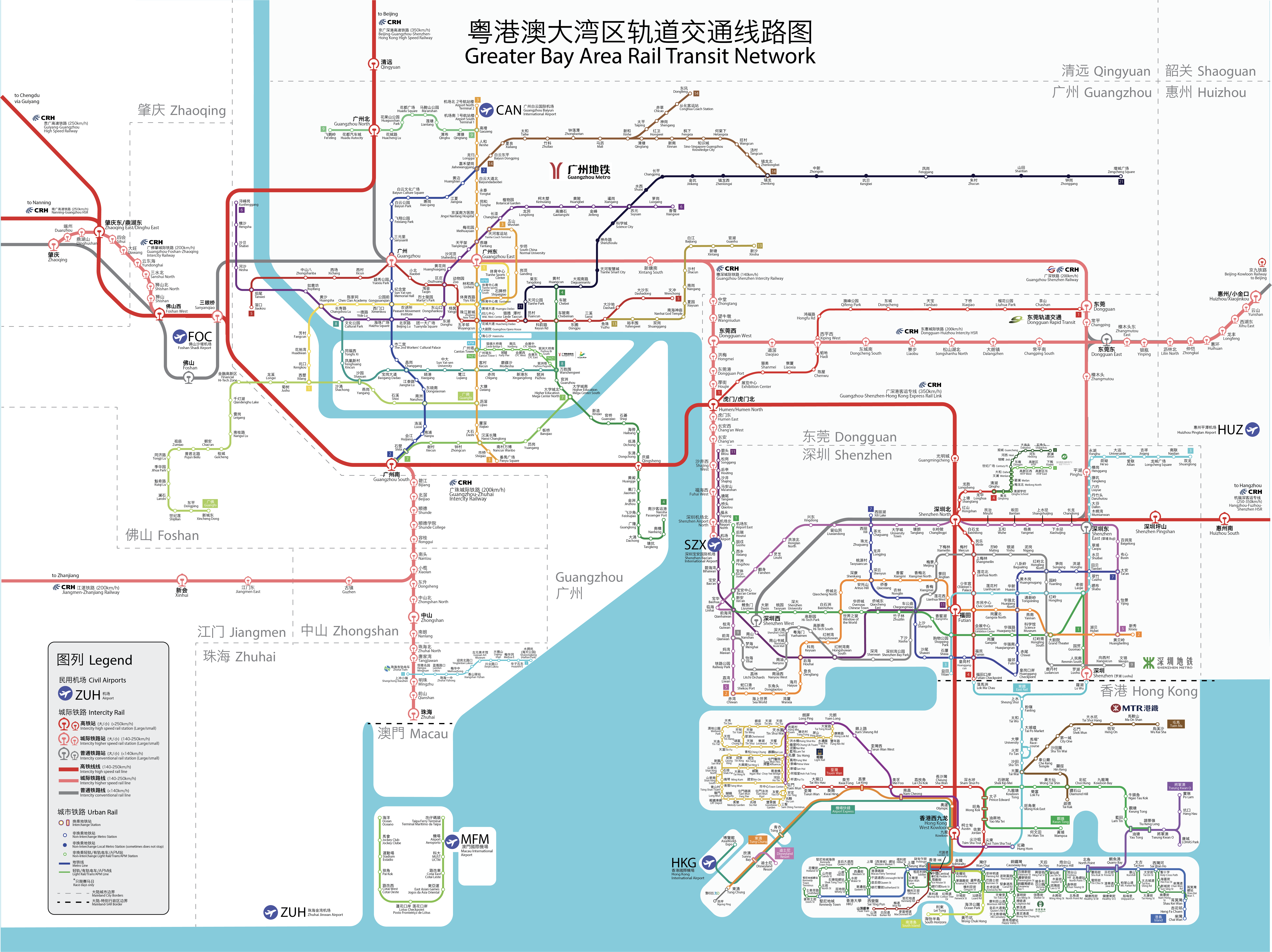
GBA-Schienennetz im Verbund C, 2020

Mit dem Hong Kong International Airport, der auf einer speziell dafür geebneten und vergrößerten Insel liegt, befindet sich im Perlflussdelta der größte Frachtflughafen der Welt. Der Flughafen Guangzhou belegt auf dieser Liste weltweit Platz 19, der Flughafen Shenzhen belegt Platz 24.
Zusätzlich dazu befinden sich im Delta mit Guangzhou, Hongkong und Shenzhen drei der acht größten Containerhäfen der Welt.
Ein bekanntes Großprojekt im Perlflussdelta ist die Hongkong-Zhuhai-Macau-Brücke, die die an den gegenüberliegenden Enden des Deltas gelegenen Städte miteinander verbindet. Die insgesamt etwa 50 Kilometer lange Verbindung wurde im September 2016 fertiggestellt und soll die Reisedauer von Hongkong nach Zhuhai mit dem Auto von über drei Stunden auf unter dreißig Minuten reduzieren. Rund 30 Kilometer weiter nördlich verbindet seit Sommer 2024 der Shenzhen–Zhongshan Link mit einer 24 Kilometer langen Straßenverbindung aus Brücken und Tunnel die beiden Seiten des Flusses.

### Gründe für das starke Wirtschaftswachstum
Durch Investitionen im Bereich der Infrastruktur schafften es die Städte im Perlflussdelta, aus dem Gebiet die wachstumsstärkste Region Chinas und die „Werkbank der Welt“ zu formen. Letzteres ist aber auch eine Folge des regionalen Lohnniveaus, welches vor allem für die Wanderarbeiter niedrig ist. Der primäre Grund für die Migration sind fehlende Arbeitsplätze im Inland, weswegen jedes Jahr mehr als eine halbe Million neue Zuwanderer in die Städte kommen. In Shenzhen, einer der am schnellsten wachsenden Städte der Welt, waren im Jahr 2012 von etwas mehr als zehn Millionen Einwohnern nur etwa zweieinhalb Millionen registriert. Bis 2016 ist die Einwohnerzahl sogar auf geschätzte 13 Millionen gestiegen, was auch das Wirtschaftswachstum in der Region noch weiter beschleunigt.
Dass ein Wendepunkt in der jetzigen Entwicklung aber bevorstehen könnte, zeigt ein Phänomen in der Region, bei dem Unternehmen ihre Produktionen zunehmend aus dem Delta in chinesische Regionen mit niedrigerem Lohnniveau oder in andere südostasiatische Staaten verlagern. Das müsste allerdings keinen Einbruch des Wachstums bedeuten, vielmehr würde sich der quartäre Wirtschaftssektor (Informationssektor) in den Städten ausbreiten. Dies könnte für ein höheres Durchschnittseinkommen in der Perlflussregion sorgen, da in diesem Sektor vor allem Berufe mit hohen Bildungsvoraussetzungen angesiedelt sind.
Alle diese Faktoren, zusammen mit der verbesserten Infrastruktur, machen aus dem Perlflussdelta eine einzigartig starke Region und setzen sie an die „Speerspitze einer modernen Entwicklung in China.“
Anmerkung